# جان باتريك
جان باتريك (بالبرتغالية: Jean Patrick Reis‏) (25 يونيو 1992 في البرازيل – )؛ هو لاعب كرة قدم سابق كان يلعب كمدافع.

## وصلات خارجية
- جان باتريك على موقع رابطة كرة القدم اليابانية للمحترفين (اليابانية)
- جان باتريك على موقع قاعدة بيانات كرة القدم.إي يو (الإنجليزية)
- جان باتريك على موقع Soccerway.com (الإنجليزية)
- جان باتريك على موقع عالم كرة القدم.نت (الإنجليزية)